# US Open 2011 - Doppio maschile in carrozzina
Maikel Scheffers e Ronald Vink erano i detentori del titolo, ma hanno perso in finale contro Stéphane Houdet e Nicolas Peifer con il punteggio di 6–3, 6–1.

## Teste di serie
1. Maikel Scheffers /  Ronald Vink (finale)
2. Stéphane Houdet /  Nicolas Peifer (campioni)

## Tabellone

### Legenda
| - Q = Qualificato - WC = Wild card - LL = Lucky loser | - ALT = Alternate - SE = Special Exempt - PR = Protected Ranking | - w/o = Walkover - r = Ritirato - d = Squalificato |

### Finali
|  | Semifinali | Semifinali                     | Semifinali                     | Semifinali | Semifinali |  |  | Finale | Finale                         | Finale                         | Finale | Finale |  |
|  |            |                                |                                |            |            |  |  |        |                                |                                |        |        |  |
|  | 1          | Maikel Scheffers Ronald Vink   | 6                              | 1          | 6          |  |  |        |                                |                                |        |        |  |
|  |            | Shingo Kunieda Stephen Welch   | 4                              | 6          | 2          |  |  | 1      | Maikel Scheffers Ronald Vink   | Maikel Scheffers Ronald Vink   | 3      | 1      |  |
|  |            | Robin Ammerlaan Stefan Olsson  | Robin Ammerlaan Stefan Olsson  | 3          | 3          |  |  | 2      | Stéphane Houdet Nicolas Peifer | Stéphane Houdet Nicolas Peifer | 6      | 6      |  |
|  | 2          | Stéphane Houdet Nicolas Peifer | Stéphane Houdet Nicolas Peifer | 6          | 6          |  |  |        |                                |                                |        |        |  |